# Martín de Loayza
Martín de Loayza o Loaiza va ser un pintor i daurador mestís peruà l'obra del qual està documentada cap a 1648 a Cuzco. Va treballar la tècnica del clarobscur. Entre els seus deixebles figuraven Pedro Pizarro, Juan Beltrán i José Barrientos.
Es presumeix de la seva autoria una Adoració dels pastors, datada cap a 1663, encarregada pels mercedaris i que avui es troba al convent de la Recoleta. Aquest mateix any va ser contractat, una vegada més pels mercedaris per daurar i estofar el retaule de Sant Pere Nolasc. cal esmentar que Martín de Loayza va ser un dels pintors que va participar en la sèrie de Sant Francesc, per al convent de Lima del mateix nom.
Loayza és un representant de l'Escola cuzquenya de pintura. L'any 1648 ja era mestre i rebia aprenents en el seu taller, entre ells a Pedro Pizarro. El 26 de maig de 1663 es va comprometre a daurar i encarnar les figures del retaule de Sant Pere Nolasc a l'Església de la Mercè del Cusco; per la pintura se li donarien 1.100 pesos, segons es registra en els Arxius Històrics de Cuzco. Entre les seves obres figuren L'Adoració dels Pastors, aquesta pintura es troba a l'Església de la Recoleta del Cuzco, El Martiri de Sant Esteve i La Conversió de Sant Pau, a l'Església de la Mercè, de la mateixa ciutat, 1663.